# Hans Löffler
Pour les articles homonymes, voir Löffler.
Hans Löffler (né le 22 juin 1872 à Karlstadt, mort le 7 septembre 1955 à Wurtzbourg) est un homme politique allemand. Il est bourgmestre de Wurtzbourg de 1921 à 1933 et de 1946 à 1948.

## Biographie
Hans Löffler est élève du Alte Gymnasium de Wurtzbourg puis étudie le droit et les sciences politiques à l'université de Wurtzbourg. En 1892, il rejoint la corporation étudiante Corps Bavaria. Après avoir réussi l'examen de l'État bavarois pour le service judiciaire et administratif supérieur, il devient conseiller juridique (magistrat légalement qualifié) à Wurtzbourg en 1899 et est nommé officier de police municipale avant 1914. Pendant la Première Guerre mondiale, il est responsable de la gestion de l'économie de guerre. En avril 1919, Löffler est l'un des otages pris par le "Comité révolutionnaire des travailleurs" de la République des conseils de Wurtzbourg. Le 24 juin 1919, Löffler, membre du Parti démocrate allemand et premier adjoint depuis 1918, est élu bourgmestre de Wurtzbourg à la suite de la démission d'Andreas Grieser, le premier bourgmestre élu de Wurtzbourg.
Le 13 février 1921, soutenu par tous les partis bourgeois, il devient le premier bourgmestre légalement qualifié (renommé grand bourgmestre le 17 octobre 1922) de la ville de Wurtzbourg lors d'une élection directe avec 10 758 des 10 769 suffrages exprimés. Il reçoit un doctorat honorifique de la Faculté de médecine de Wurtzbourg pour les années de négociations qu'il avait menées auparavant et qui ont rendu possible la construction de l'hôpital Luitpold et son achèvement en 1921. Le 31 octobre 1930, il est réélu bourgmestre à l'unanimité.
Après la prise du pouvoir par les nazis, Löffler refuse de hisser le drapeau à croix gammée le 9 mars 1933, comme le lui demandent le Gauleiter Otto Hellmuth et le président de l'arrondissement Theo Memmel. La même année, Hans Löffler obtient un congé le 23 mars du président du district Bruno Günder, tout comme le deuxième adjoint Julius Zahn, en poste depuis 1921 et qui, comme Löffler, est politiquement proche du Parti populaire bavarois, est approuvé à l'unanimité par le conseil municipal le 27 avril 1933 avec effet au 1er mai alors que tous deux avaient demandé leur retraite en avril sous la pression des SA. Il vit au bord du Chiemsee jusqu'à la chute de la dictature nazie.
À la fin de la Seconde Guerre mondiale, il devient commissaire à la reconstruction au sein du gouvernement de Basse-Franconie. Il rejoint la CSU. Il retire sa candidature à l'élection de bourgmestre en 1945 et Michael Meisner de la Communauté électorale pour la reconstruction de Wurtzbourg occupe ce poste jusqu'en juillet 1945. Du 16 août 1946 au 30 juin 1948, Löffler est de nouveau élu bourgmestre de Wurtzbourg en tant que successeur de Meisner et, contrairement à Meisner, s'entend bien avec le gouvernement militaire. Pour des raisons d'âge, il démissionne de son poste le 30 juin 1948. Hermann Hagen est élu successeur de Löffler le 1er juillet 1948, mais il ne peut prendre ses fonctions de bourgmestre en raison de sa maladie.
Les réalisations politiques de Löffler comprennent la construction de logements, l'expansion des services publics de Wurtzbourg après la Première Guerre mondiale et l'incorporation de Heidingsfeld ainsi que l'achèvement de l'hôpital Luitpold en 1921, rendu possible grâce à ses années de négociations et à sa participation lors de la fondation de la Neue Würzburger Straßenbahnen GmbH le 5 juin 1924, dans laquelle la ville détient une participation de 60%. Il crée le Mozartfest, initie la création de la bibliothèque publique municipale et organise la célébration de Walther von der Vogelweide dans la ville de Wurtzbourg le 10 mai 1930.
Löffler est membre de longue date de la commission des finances et du personnel de l'Association bavaroise des villes, membre de l'Organisation bavaroise des caisses d'épargne et membre du conseil de district de Basse-Franconie. Jusqu'en 1933, il est membre du conseil de surveillance de Kreis-Elektritätssorges AG, dont il joue un rôle clé dans la fondation et dont émergera l'Überlandwerk Unterfranken.